# Terminal Bimodal
La Terminal Bimodal Cástulo Chávez es la principal infraestructura de transporte terrestre de la ciudad de Santa Cruz de la Sierra, en Bolivia. Sirve para la salida y llegada de buses y trenes, tanto interprovinciales, interdepartamentales e internacionales, y funciona como una de las principales puertas de acceso de la ciudad de Santa Cruz de la Sierra.
En un principio fue construida con el objetivo de ser una amplia estación de ferrocarriles, ya que hasta ese entonces la ciudad sólo contaba con dos estaciones muy anticuadas y antiguas: la estación argentina y la estación brasileña, las cuales estaban separadas una de la otra. La nueva estación de ferrocarriles parecía satisfacer todas las expectativas de comodidad y modernismo, pero, dado que los itinerarios de los ferrocarriles sólo eran en contadas horas del día, la estación quedaba «prácticamente» vacía, entrando en una fase de abandono económico. Entonces para el año 2000 se arrancó con la remodelación de ésta, añadiéndole el servicio de buses aprovechando la amplitud del lugar. Así fue reinaugurada como Terminal Bimodal Santa Cruz de la Sierra, finalizando así las actividades en la Terminal de Ómnibus General Julio Prado Montaño, hasta entonces ubicada en el radio urbano de la ciudad, infraestructura que ya había quedado pequeña para el gran afluente de pasajeros y buses.